# The Devil Judge
The Devil Judge (Hangul: 악마판사; Hanja: 惡魔判事; RR: Angmapansa) es una serie de televisión surcoreana transmitida del 3 de julio de 2021 hasta el 22 de agosto de 2021 a través de tvN.

## Sinopsis
Kang Yo-han, tiene una apariencia aristocrática y elegante, como juez principal castiga con poder y sin piedad a las personas deshonestas, corruptas y malvadas dentro de la corte, la cual convierte en algo parecido a un reality show. Debido a esto, se gana el apogo del "Juez Diabólico" (Devil Judge), sin embargo en realidad su personalidad misteriosa oculta su verdadera identidad y ambiciones.
Por otro lado Jung Sun-ah, es la rival de Yo-han y la directora de la de la Fundación de Responsabilidad Social. Es una mujer inteligente que está involucrada con personas importantes de varios círculos sociales como la política y la economía, por lo que tiene el poder de controlar el país utilizando esas relaciones. Así como la mayor rival de Yo-han.
Mientras tanto, Kim Ga-on es un juez novato que ha vivido tiempos difíciles desde que sus padres murieron cuando él era un niño.
Y finalmente Yoon Soo-hyun, es una detective que gracias a su amistad con Ga-On persigue a Yo-han con el objetivo de descubrir su secreto.

## Reparto

### Personajes principales
| Actor                                               | Personaje            | N.º de episodios          | Notas |
| --------------------------------------------------- | -------------------- | ------------------------- | --- |
| Ji Sung Moon Woo-jin                                | Kang Yo-han          | 16 2-3, 5-6, 9, 11, 15-16 | Es un elegante juez de primera que utiliza la sala del tribunal para castigar a los codiciosos y hambrientos de poder. Tiene un aura de misterio a su alrededor, por lo que a las personas les resulta complicado saber lo que realmente está pensando. |
| Kim Min-jung Kim Ga-yoon                            | Jung Sun-ah          | 16                        | Es la inteligente y corrupta directora ejecutiva de la Fundación de Responsabilidad Social Corporativa (CSR), así como la mayor rival del juez Kang Yo-han. Está estrechamente relacionada con muchas personas importantes, por lo que tiene el poder de sacudir a la nación. Ha estado enamorada de Yo-han desde que eran pequeños, y tiene una gran obsesión por él a tal grado que está dispuesta a cometer crímenes y asesinatos. Al final se quita la vida. |
| Park Jin-young Seo Woo-jin Cha Yoo-jin Park Jin-woo | Kim Ga-on Kang Isaac | 16 -                      | Kim Ga-on: es un resistente y paciente juez asociado que brilla como el único rayo de esperanza en un mundo distópico, quien a pesar de haber perdido a sus padres cuando era niño y pasar una infancia difícil, trabajó duro para conseguir su primer nombramiento como juez. Es una persona paciente y resiste, acciones que pone a prueba cuando se ve sumido en el caos mientras observa las acciones de Kang Yo-han. Ga-on se parece mucho al medio hermano mayor de Yo-han. Aunque más tarde es manipulado por Jung Sun-ah y Min Jeong-ho para hacerle creer que Yo-han había sido el responsable de la muerte de Yoon Soo-hyun, lo que ocasiona que Ga-on lo acuse erróneamente del crimen ante las autoridades, cuando descubre la verdad, rectifica su error. Kang Isaac: es el medio hermano mayor de Kang Yo-han. Falleció luego de que una viga callera sobre de él, mientras intentaba salvar a su hija Kang Elijah, de un incendio. |
| Park Kyu-young Yoon Byul-ha                         | Det. Yoon Soo-hyun   | -                         | Es una detective y miembro de la unidad de investigación regional de la policía que buscan descubrir los secretos de Kang Yo-han. Es la mejor amiga de Kim Ga-on, a quien conoce desde la infancia. Es una persona popular debido a su personalidad relajada. |

### Personajes secundarios

#### Familiares de Yo-han
| Actor                    | Personaje     | Episodio(s) donde apareció | Notas |
| ------------------------ | ------------- | -------------------------- | --- |
| Joo Suk-tae              | Kang Ji-sang  | 3                          | |
| Jeon Chae-eun Kim Soo-ha | Kang Elijah   | - 4                        | Es la hija de Kang Issac y sobrina de Kang Yo-han. Su padre muere mientras intentaba salvarla de un incendio. Kim Ga-on tiene un enorme parecido a Isaac, aunque al inicio se muestra con una personalidad dura hacia Yo-han en realidad lo aprecia. Más tarde se revela que en realidad Elijah había ocasionado accidentalmente el incendio que le había quitado la vida a sus padres, luego de que una vela que se encontraba cerca de donde ella jugaba, cayera e incendiara la iglesia. |
| Lee Sung-il              | Kang Cheol-ho | 4                          | |
| Lee Ki-taek              | "K"           | -                          | Es la mano derecha y amigo de Kang Yo-han. |

### Otros personajes
| Actor          | Personaje     | Episodio(s) donde apareció | Notas |
| -------------- | ------------- | -------------------------- | --- |
| Jang Young-nam | Cha Kyung-hee | -                          | Es la ministra de Justicia, una ambiciosa fiscal de élite que tiene el objetivo de convertirse en la Presidenta de Corea del Sur. |
| Kim Jae-kyung  | Oh Jin-joo    | -                          | Es una juez asociada en el tribunal de primera instancia que ama ser el centro de atención y se convierte en favorita de los medios gracias a su belleza e ingenio. Aunque al inicio cree en las mentiras de Jung Sun-ah, finalmente se da cuenta de la verdad y rectifica su error, uniéndose a Kang Yo-han para luchar contra la corrupta élite. |
| Ahn Nae-sang   | Min Jeong-ho  | -                          | Es un juez asociado y ex profesor de Ga-on. Aunque parece ser honesto, más tarde se revela que en realidad él también es parte de la élite corrupta junto a Jung Sun-ah y que ha estado utilizando a Ga-on por mucho tiempo. Jeong-ho es uno de los responsables de la muerte de la detective Yoon Soo-hyun.                                       |
| Jung In-kyum   | Seo Jeong-hak | -                          | |
| Jung Jae-sung  | Joo Il-do     |                            | [ 24 ] |
| Baek Hyun-jin  | Heo Jung-se   | -                          | Es un miembro de la élite corrupta, así como el responsable de disolver la sala de juicios de Yo-han. |
| Jung Ae-youn   | Do Yeon-jeong | -                          | Es la mujer de Heo Joong-se. |
| Lee So-young   | Lee Jae-hee   | -                          | Es la asistente de Jung Sun-ah, quien realiza todo hábilmente, cuando ambas están juntas se comportan como hermanas. |
| Shin Kang-kyun | -             | 3-4                        | Es un hombre mayor recogiendo papel usado. |
| Park Hyung-soo | Go In-Gook    |                            | [ 26 ] |

### Apariciones especiales
| Actor          | Personaje    | Episodio(s) donde apareció | Notas |
| -------------- | ------------ | -------------------------- | ----- |
| Yeom Hye-ran   | -            | -                          |       |
| Chun Young-min | Han So Yoon  | 3, 6, 8, 11, 16            |       |
| Joo Suk-tae    | Kang Ji-sang | 3                          |       |

## Episodios
La serie está conformada por dieciséis episodios, los cuales fueron emitidos todos los sábados y domingos a las 21:00 (KST).

### Ratings
Los números en color rojo indican las calificaciones más bajas, mientras que los números en azul indican las calificaciones más altas.
| Episodio | Título                                         | Fecha de emisión     | Participación promedio de audiencia (AGB Nielsen) | Participación promedio de audiencia (AGB Nielsen) |
| Episodio | Título                                         | Fecha de emisión     | Nacional                                          | Seúl                                              |
| -------- | ---------------------------------------------- | -------------------- | ------------------------------------------------- | ------------------------------------------------- |
| 1        | Star Judge (스타판사)                          | 3 de julio de 2021   | 5.552% (1.ª)                                      | 5.986% (1.ª)                                      |
| 2        | Prey and Hunter (사냥감과 사냥꾼)              | 4 de julio de 2021   | 5.095% (1.ª)                                      | 5.658% (1.ª)                                      |
| 3        | The Secret Room (비밀의 방)                    | 10 de julio de 2021  | 5.534% (1.ª)                                      | 5.797% (1.ª)                                      |
| 4        | Yo-han's Cross (요한의 십자가)                 | 11 de julio de 2021  | 6.294% (1.ª)                                      | 6.551% (1.ª)                                      |
| 5        | Scissor Hands (가위손)                         | 17 de julio de 2021  | 5.982% (1.ª)                                      | 6.512% (1.ª)                                      |
| 6        | Achille's Heel (아킬레스건)                    | 18 de julio de 2021  | 6.015% (1.ª)                                      | 6.148% (1.ª)                                      |
| 7        | Dreams Shall Come True (꿈은 이루어진다)       | 24 de julio de 2021  | 5.600% (1.ª)                                      | 5.622% (1.ª)                                      |
| 8        | Resistance (레지스탕스)                        | 25 de julio de 2021  | 5.468% (1.ª)                                      | 5.450% (1.ª)                                      |
| 9        | Batman and Robin (배트맨과 로빈)               | 31 de julio de 2021  | 4.739% (1.ª)                                      | 5.072% (1.ª)                                      |
| 10       | Frankenstein (프랑켄슈타인)                    | 1 de agosto de 2021  | 5.623% (1.ª)                                      | 5.737% (1.ª)                                      |
| 11       | Macbeth (맥베스)                               | 7 de agosto de 2021  | 6.321% (1.ª)                                      | 6.164% (1.ª)                                      |
| 12       | I Hope You Are Lonely (네가 외로웠으면 좋겠어) | 8 de agosto de 2021  | 6.431% (1.ª)                                      | 6.770% (1.ª)                                      |
| 13       | The Hunger Games (헝거게임                     | 14 de agosto de 2021 | 6.910% (1.ª)                                      | 6.786% (1.ª)                                      |
| 14       | King of the Frogs (개구리들의 왕)              | 15 de agosto de 2021 | 6.944% (1.ª)                                      | 6.564% (1.ª)                                      |
| 15       | Medea (메데이아)                               | 21 de agosto de 2021 | 7.492% (1.ª)                                      | 7.367% (1.ª)                                      |
| 16       | The Devil Judge? (악마판사?)                   | 22 de agosto de 2021 | 7.960% (1.ª)                                      | 7.694% (1.ª)                                      |
| Promedio | Promedio                                       | Promedio             | 6.122%                                            | 6.242%                                            |

## Música
El OST de la serie está conformado por las siguientes canciones:

### Parte 1
| No. | Intérprete       | Canción           | Letra       | Música      | Duración |
| --- | ---------------- | ----------------- | ----------- | ----------- | -------- |
| 1   | Huckleberry Finn | "Tempest"         | Lee Ki-yong | Lee Ki-yong | 4:29     |
| 2   |                  | "Tempest" (Inst.) | -           | Lee Ki-yong | 4:29     |

### Parte 2
| No. | Intérprete | Canción             | Letra                                   | Música                                               | Duración |
| --- | ---------- | ------------------- | --------------------------------------- | ---------------------------------------------------- | -------- |
| 1   | Sondia     | "Nightmare" (악몽)  | Song Yang-ha, Kim Jae-hyun y Lee Joo-ah | Song Yang-ha, Kim Jae-hyun, Lee Joo-ah y Yuk Ga-yeon | 3:10     |
| 2   |            | "Nightmare" (Inst.) | -                                       | Song Yang-ha, Kim Jae-hyun, Lee Joo-ah y Yuk Ga-yeon | 3:10     |

### Parte 3
| No. | Intérprete | Canción                     | Letra           | Música          | Duración |
| --- | ---------- | --------------------------- | --------------- | --------------- | -------- |
| 1   | Zeenan     | "What You Gonna Do"         | Zeenan y OneTop | Zeenan y OneTop | 3:09     |
| 2   |            | "What You Gonna Do" (Inst.) | -               | Zeenan y OneTop | 3:09     |

### Parte 4
| N.º | Intérprete       | Canción                                     | Letra       | Música      | Duración |
| --- | ---------------- | ------------------------------------------- | ----------- | ----------- | -------- |
| 1   | Huckleberry Finn | "The Nights" (너를 떠올린 건 항상 밤이었다) | Lee Ki-yong | Lee Ki-yong | 3:44     |
| 2   |                  | "The Nights" (Inst.)                        | -           | Lee Ki-yong | 3:44     |

## Producción
La serie también es conocida como "The Demon Judge", "Devilish Judge" y/o "The Devil Judgement".
La dirección está a cargo de Choi Jung-gyu, quien contó con el apoyo del guionista Moon Yoo-seok (문유석), un exjuez.
Mientras que la producción estuvo en manos de Kim Woo-taek, Jang Kyung-ik, Kang Sang-hoon, Lee Ji-yoon, Shin Yun-ha, Jang Min-ae y Kim Hyun-kyung, quienes tuvieron la ayuda del productor ejecutivo Jang Jeong-do.
La primera lectura del guion fue realizada en 2021 en Corea del Sur.
La serie también contó con el apoyo de las compañías de producción Studio Dragon y Studio&NEW.

### Recepción
Ha su estreno, la serie recibió buenas críticas por la interpretación de sus actores y la temática.
El 6 de julio de 2021, Good Data Corporation compartió su nueva clasificación de los dramas y miembros del elenco que generaron más revuelo durante la semana del 28 de junio hasta el 4 de julio del mismo año. Las listas se compilaron a partir del análisis de artículos de noticias, publicaciones de blogs, comunidades en línea, videos y publicaciones en redes sociales sobre los dramas que están actualmente al aire o que saldrán al aire próximamente. La serie obtuvo el puesto número 5 en la lista de dramas, mientras que el actor Ji Sung ocupó el puesto número 9 dentro de los diez miembros del elenco más comentados de la semana.
El 13 de julio de 2021, Good Data Corporation compartió su nueva clasificación de los dramas y miembros del elenco que generaron más revuelo durante la semana. Las listas se compilaron a partir del análisis de artículos de noticias, publicaciones de blogs, comunidades en línea, videos y publicaciones en redes sociales sobre los dramas que están actualmente al aire o que saldrán al aire próximamente. La serie obtuvo el puesto número 4 en la lista de dramas, mientras que el actor Ji Sung ocupó el puesto número 2 dentro de los diez miembros del elenco más comentados de la semana.
El 19 de julio de 2021, Good Data Corporation compartió su nueva clasificación de los dramas y miembros del elenco que generaron más revuelo durante la semana. Las listas se compilaron a partir del análisis de artículos de noticias, publicaciones de blogs, comunidades en línea, videos y publicaciones en redes sociales sobre los dramas que están actualmente al aire o que saldrán al aire próximamente. La serie obtuvo el puesto número 3 en la lista de dramas, mientras que los actores Ji Sung, Kim Min-jung y Park Jin-young ocuparon los puestos 1, 7 y 9 respectivamente dentro de los diez miembros del elenco más comentados de la semana.
El 26 de julio de 2021, Good Data Corporation compartió su nueva clasificación de los dramas y miembros del elenco que generaron más revuelo durante la semana. Las listas se compilaron a partir del análisis de artículos de noticias, publicaciones de blogs, comunidades en línea, videos y publicaciones en redes sociales sobre los dramas que están actualmente al aire o que saldrán al aire próximamente. La serie obtuvo el puesto número 2 en la lista de dramas, mientras que los actores Ji Sung, Park Jin-young y Kim Min-jung ocuparon los puestos 1, 2 y 3 respectivamente de los diez miembros del elenco más comentados de la semana.
El 2 de agosto de 2021, Good Data Corporation compartió su nueva clasificación de los dramas y miembros del elenco que generaron más revuelo durante la semana. Las listas se compilaron a partir del análisis de artículos de noticias, publicaciones de blogs, comunidades en línea, videos y publicaciones en redes sociales sobre los dramas que están actualmente al aire o que saldrán al aire próximamente. La serie obtuvo el puesto número 1 en la lista de dramas, mientras que los actores Ji Sung, Park Jin-young y Kim Min-jung ocuparon los puestos 1, 2 y 5 respectivamente de los diez miembros del elenco más comentados de la semana.
El 9 de agosto de 2021, el Good Data Corporation compartió su nueva clasificación de los dramas y miembros del elenco que generaron más revuelo durante la semana. Las listas se compilaron a partir del análisis de artículos de noticias, publicaciones de blogs, comunidades en línea, videos y publicaciones en redes sociales sobre los dramas que están actualmente al aire o que saldrán al aire próximamente. La serie obtuvo el puesto número 3 dentro de la lista de dramas más comentados de la semana. Mientras que los actores Ji Sung, Kim Min-jung y Park Jin-young ocuparon los puestos 1, 2 y 4 respectivamente de los diez miembros del elenco más comentados de la semana.
El 18 de agosto del mismo año, Good Data Corporation compartió su nueva clasificación de los dramas y miembros del elenco que generaron más revuelo durante la semana. Las listas se compilaron a partir del análisis de artículos de noticias, publicaciones de blogs, comunidades en línea, videos y publicaciones en redes sociales sobre los dramas que están actualmente al aire o que saldrán al aire próximamente. La serie obtuvo el puesto número 2 dentro de la lista de dramas más comentados de la semana, mientras que los actores Ji Sung, Park Jin-young y Kim Min-jung ocuparon los puestos 1, 2 y 7 respectivamente, dentro de los diez miembros del elenco más comentados de la semana.
El 23 de agosto del mismo año, Good Data Corporation compartió su nueva clasificación de los dramas y miembros del elenco que generaron más revuelo durante la semana. Las listas se compilaron a partir del análisis de artículos de noticias, publicaciones de blogs, comunidades en línea, videos y publicaciones en redes sociales sobre los dramas que están actualmente al aire o que saldrán al aire próximamente. La serie obtuvo nuevamente el puesto número 3 dentro de la lista de dramas más comentados de la semana. Mientras que los actores Park Jin-young, Ji Sung y Kim Min-jung ocuparon los puestos 1, 2 y 5 respectivamente, dentro de los diez miembros del elenco más comentados de la semana.
El 30 de agosto del mismo año, la serie entró dentro de los 5 mejores K-Dramas en Viki de ese mismo mes.